# Street of Chance
Street of Chance ist ein US-amerikanischer Spielfilm mit dem Leinwandpaar William Powell und Kay Francis sowie Jean Arthur unter der Regie von John Cromwell. Der Film basiert auf einigen Geschehnissen im Leben des damals bekannten Berufsspielers Arnold Rothstein.

## Handlung
John Marsden, bekannt als „Natural Davis“, ist ein bekannter Glücksspieler in New York. Er ist mittlerweile abhängig von der Gefahr und dem Reiz, der von professionellen Pokerspielen ausgeht. Das Spiel hat ihn reich gemacht, doch gleichzeitig steht seine Ehe mit Alma, einer warmherzigen Frau, auf der Kippe. Gerade als Alma ihren Mann überredet, New York zu verlassen, kommt Johns jüngerer Bruder Babe in Schwierigkeiten. Der junge Mann versucht sich auch am Pokertisch, doch verfügt er nicht über das Talent seines Bruders und gerät in Schulden. John versucht, seinem Bruder einen Weg aus der Misere zu zeigen, doch am Ende verstrickt sich John selber in Betrügereien und findet einen gewaltsamen Tod.

## Hintergrund
Kay Francis, die seit 1929 bei Paramount unter Vertrag stand, war zunächst nur in Nebenrollen als Vamp oder amoralische Frau der besseren Gesellschaft zu sehen. Trotz ihrer meist nur kurzen Auftritte wurde sie bei den weiblichen Zuschauern populär, nicht zuletzt dank ihrer Fähigkeit, auch in aufwühlenden emotionalen Momenten Ruhe und Selbstherrschung auszustrahlen. Dazu kam die Fähigkeit von Francis, selbst extravagante Garderobe mit Natürlichkeit zu präsentieren. Es war David O. Selznick, der entdeckte, dass Kay Francis auch eine Hauptrolle tragen konnte. Er setzte sie das erste Mal mit William Powell gemeinsam ein, dessen Karriere sich mit dem Aufkommen des Tonfilms nicht in der gewünschten Weise entwickelte. Francis, deren Agent Myron Selznick der Bruder von David war, äußerte sich stets dankbar über die Chance, die ihr der Produzent einräumte.

„David Selznick tat mehr für die Entwicklung meines Selbstbewusstseins als jeder andere. Er war der einzige, der an mich glaubte und mir Hauptrollen zutraute.“

Powell und Francis etablierten sich als populäres Leinwandpaar, das bis 1932 in sechs gemeinsamen Filmen auftrat. Für Jean Arthur, deren Karriere seit dem Aufkommen des Tonfilms rapide am Schwinden war, bedeutete der Film die letzte gute Rolle unter ihrem laufenden Paramountvertrag. Sie kehrte kurz danach an den Broadway zurück und sollte erst Mitte der 1930er den Aufstieg zum Star schaffen.

## Auszeichnungen
Der Film ging mit einer Nominierung in die Oscarverleihung 1930 (November):
- Bestes Drehbuch – Howard Estabrock

## Kritik
Im L.A. Evening Herald wurde der Film sehr gelobt.

„Der Berufsspieler steht im Mittelpunkt von Paramounts "Street of Chance", einem guten Film, der ohne Zweifel ein Kandidat für die zehn besten Filme des Jahres 1930 sein wird.“

Photoplay, eines der damals einflussreichsten Filmmagazine, meinte wohlwollend:

„Bill Powells Talent und Kay Francis ehrliche Darstellung würden der Höhepunkt eines jeden Films sein.“

Louella Parsons war besonders angetan von Kay Francis und wies prophetisch auf eine ganz besondere Fähigkeit der Schauspielerin hin, die viel zu deren späteren Aufstieg zum Topstar beitragen sollte:

„Aber keine andere Frau wäre auf der Leinwand besser als Kay Francis in der Rolle der Ehefrau. Sie trägt ihre Kleider wie ein absoluter Profi und bringt zusätzliches Interesse in eine männlich dominierte Story.“